# فرودگاه صومام عبان رمضان
صومام عبان رمضان (Aéroport de Bejaia / Soummam – Abane Ramdane)
فرودگاه صومام عبان رمضان نام یک فرودگاه در بجایه در استان بجایه در کشور الجزایر است. این فرودگاه گاهی به صورت مختصر فرودگاه صومام خوانده می‌شود. این فرودگاه ۵ کیلومتر از شهر فاصله دارد.